# ایم ها ریونگ
ایم ها ریونگ (انگلیسی: Im Ha-ryong؛ زادهٔ ۳۱ اکتبر ۱۹۵۲) بازیگر اهل کره جنوبی است.
از فیلم‌ها یا برنامه‌های تلویزیونی که وی در آن نقش داشته‌است می‌توان به پیش‌بینی عشق و مثلث اشاره کرد.